# Hélène Fourment con carruaje
Hélène Fourment con carruaje es un cuadro pintado por Pedro Pablo Rubens hacia 1639. Se trata de uno de los retratos de cuerpo entero que el artista hizo de su segunda esposa, Hélène Fourment, entonces de veinticinco años. Frans, su hijo de seis años, la acompaña.

## Descripción
El cuadro muestra a Hélène Fourment saliendo del palacio que Rubens se había hecho erigir en Amberes inspirándose en la arquitectura clásica italiana que había visto durante sus viajes al país. Luce un rico vestido de satén negro según la moda española de la época, y se coloca una fina y amplia capa de tul para protegerlo. El niño está vestido con un traje rojo con cuello plano y sujeta en las manos su sombrero de ala ancha.
En primer plano las figuras permanecen estáticas; al fondo su carruaje se aproxima con una clara sensación de movimiento.

## Historia
La obra fue entregada a John Churchill, primer duque de Marlborough en 1706, posiblemente por la ciudad de Bruselas. Entró en la colección de París de Alphonse de Rotschild en 1884 y permaneció con sus herederos hasta que en 1977 fue transferido al Estado francés en lugar del impuesto de sucesiones, pasando al Museo del Louvre.